# Doufoufouk Haoussa
Doufoufouk Haoussa (auch: Doufoufouk, Doufourouk Haoussa, Doutoufouk) ist ein Dorf in der Landgemeinde Damagaram Takaya in Niger.

## Geographie
Das Dorf liegt am Trockental Zermou. Es befindet sich rund 18 Kilometer südwestlich des Hauptorts Damagaram Takaya der gleichnamigen Landgemeinde und des gleichnamigen Departements Damagaram Takaya, das zur Region Zinder gehört. Zu den Siedlungen in der näheren Umgebung von Doufoufouk Haoussa zählen Mazamni im Südosten, Baouraye Boukari im Süden und Kassama im Südwesten.
Es herrscht das Klima der Sahelzone vor, mit einer durchschnittlichen jährlichen Niederschlagsmenge zwischen 300 und 400 mm.

## Geschichte
Ende des 19. Jahrhunderts boten die Märkte von Doufoufouk Haoussa und weiteren Dörfern in der Region dem in der Stadt Zinder ansässigen bedeutenden Händler Malan Yaroh jene Handwerksprodukte, Pelze, Tierhäute und Henna, die er für den Transsaharahandel benötigte.
Bei einer Untersuchung im Jahr 1990 wurde beim Befall mit der Saugwürmer-Art Schistosoma haematobium unter den 10- bis 13-Jährigen im Ort eine Prävalenz von 90 Prozent festgestellt.

## Bevölkerung
Bei der Volkszählung 2012 hatte Doufoufouk Haoussa 1964 Einwohner, die in 275 Haushalten lebten. Bei der Volkszählung 2001 betrug die Einwohnerzahl 1241 in 239 Haushalten und bei der Volkszählung 1988 belief sich die Einwohnerzahl auf 1489 in 232 Haushalten.

## Wirtschaft und Infrastruktur
Es gibt eine Schule im Dorf. Durch Doufoufouk Haoussa verläuft die 187,5 Kilometer lange Nationalstraße 34 zwischen der Nationalstraße 11 und Gouré. Es handelt sich um eine einfache Erdstraße.